# Оксентян, Нина Ивановна
Ни́на Ива́новна (Нунэ Ованесовна) Оксентя́н (29 октября 1916, Нахичевань, Эриванская губерния, Российская империя — 23 марта 2017, Санкт-Петербург, Российская Федерация) — советская и российская органистка, профессор Ленинградской/Санкт-Петербургской консерватории им Н. А. Римского-Корсакова, народная артистка Российской Федерации (2007)

## Биография
В 1936 году окончила Ленинградское музыкальное училище и поступила Ленинградскую консерваторию в класс органа профессора И. А. Браудо. Война прервала учёбу - с 1941 по 1944 годы работала на заводе в г. Ирбит, затем в 1944 году переехала в Ташкент, где во время эвакуации находилась консерватория. В 1944 году вернулась в Ленинград и трудилась на восстановлении здания консерватории. За самоотверженную работу в годы войны была представлена к награде - медали «За доблестный труд в Великой Отечественной войне 1941—1945 гг.». В 1947 году с отличием окончила Ленинградскую консерваторию по классу органа профессора И. А. Браудо, у него же окончила аспирантуру в 1950 году, тема её кандидатской диссертации — «Некоторые черты советского органного исполнительства». С 1950 года начала преподавательскую деятельность в Ленинградской консерватории. Ранее, с 1947 года начала преподавать в Музыкальном училище при консерватории.
Как профессор консерватории воспитала целую плеяду органистов, среди которых: Р.К. Абдуллин, Л.И. Мельникас, В.Л. Рубаха, В.А. Шляпников, Т.М. Чаусова, Ю.Н. Семенов, О.П. Минкина, P.E. Сварцевич, Д.Ф. Зарецкий, A.A. Панов, М.Г. Мищенко, М.Ю. Дегтярев, Г.В.Варшавский, А.Э. Курбанов.  
Особое место в творчестве исполнительницы занимали ансамбли. Это были произведения разных эпох, стилей и составов: и мадригалы Возрождения (Amarilli Дж. Каччини), и барочный репертуар (арии Баха и Генделя, а также его концерты для органа с оркестром), и романтические песни («Лебедь» Э. Грига, «Лорелея» Ф. Листа). Записала восемь пластинок с музыкой И. С. Баха, Г. Телемана, С. Франка, русских композиторов, вокальными сочинениями.
Мнение критиков: В отзывах российских и зарубежных критиков петербургскую исполнительницу называли «фантастическим мастером органа», отмечая в её манере выразительность и теплоту звучания, великолепный вкус, виртуозность, красоту и энергию игры.
В статье "Музыкальный век. К 100-летию органистки Нины Оксентян" профессор Санкт-Петербургской консерватории Владимир Алексеевич Шляпников писал:
Она чрезвычайно артистична. Многие ценители органной игры в нашей стране и за рубежом отмечали мягкое и бархатное туше, интонационную одухотворенность, импровизационную свободу, идеальное чувство меры и — яркую концертность, свойственную восточно-европейскому восприятию органа. Она любила ансамблевое музицирование. Старшее поколение помнит ее блистательные выступления с Михаилом Вайманом, Борисом Гутниковым, Виталием Буяновским, Зарой Долухановой, Галиной Ковалёвой, Борисом Штоколовым, Марией Биешу, Ириной Богачёвой, Еленой Образцовой.
Умерла 	23 марта 2017 года в Санкт-Петербурге, похоронена на Большеохтинском кладбище .

## Награды и звания
- Медаль «За доблестный труд в Великой Отечественной войне 1941—1945 гг.» (1945)
- Заслуженная артистка РСФСР (1984)[7]
- Народная артистка Российской Федерации (2007)[8]

## Память
- I-ый открытый Всероссийский молодёжный фестиваль-конкурс органистов имени Народной артистки России, профессора Нины Оксентян, Санкт-Петербург, 2020 год[9]
- II-ой открытый Всероссийский молодёжный фестиваль-конкурс органистов имени Народной артистки России, профессора Нины Оксентян, Санкт-Петербург, 2021 год[10]

## Аудиозаписи
- Дэниел Шпеер. Соната для 2-х труб, 3-х тромбонов и органа ля минор
Валентин Малков, Юрий Большиянов (трубы) Аким Козлов, Виктор Венгловский и Николай Коршунов (тромбоны), Нина Оксентян (орган) «Музыка для духового ансамбля», запись 1971 года, Мелодия: № 133 Архивная копия от 21 августа 2021 на Wayback Machine
- Matthias Weckmann. Соната а 4 ре минор
Кирилл Никончук (гобой), Виктор Либерман (скрипка), Олег Талыпин (фагот), Виктор Венгловский (тромбон), Нина Оксентян, клавесин (чембало)  запись	1971 года, Мелодия: № 154 Архивная копия от 21 августа 2021 на Wayback Machine
- Lodovico Viodana. Французская канцона с вариациями
Виктор Либерман (скрипка), Виктор Венгловский и  Григорий Данилов (тромбоны), Даниил Геницинский (корнет), Нина Оксентян, клавесин (чембало),	запись 1971 года, Мелодия: № 154 Архивная копия от 21 августа 2021 на Wayback Machine

### Грампластинки
7 исполнений Нины Ивановны, которые были выпущены фирмой Мелодия на 10 грампластинках, в т.ч. среди них:
- Сезар Франк: Три хорала (№ 1 ми мажор, № 2 си минор и № 3 ля минор), выпуск 1978 года, С10 11551-2
Нина Оксентян (орган)
- Волошинов Виктор: Концерт для скрипки и органа, выпуск 1976 года, С10 08107-8
Михаил Вайман (скрипка), Нина Оксентян (орган)
- Инструментальная музыка XVII века, выпуск 1980, С10-14679-80
Ансамбль солистов АСО Ленинградской филармонии: Нина Оксентян (орган), Виктор Венгловский (тромбон), Герман Лукьянин (контрабас), Георгий Кнеллер и Михаил Эстрин (скрипки)

### Дискография
- «Всемирная история органной музыки», бокс-сет (из 5-и дисков), инструмент: орган Капеллы Санкт-Петербурга, издатель: Центр русского музыкального искусства (президент профессор Владимир Шляпников)[12]

## Фильмография
- Документальный фильм-концерт "Добрый город" (композитор Георгий Портнов), Лентелефильм, 1980 год. Режиссер: Пётр Журавлёв, оператор: Виталий Ананьев, композитор: Георгий Портнов, художник: Лариса Луконина
актёры: Нина Оксентян (орган), Борис Гутников (скрипка), Георгий Портнов, Эдуард Хиль, Бисер Киров, Ирина Понаровская, Эдита Пьеха, Андрей Толубеев, Наталья Зейналова, Габриэла Комлева, Станислав Горковенко, Григорий Клеймиц[13]